# Jean-Pierre Berckmans (cyclisme)
Pour les articles homonymes, voir Berckmans.
 (janvier 2025).
Si vous disposez d'ouvrages ou d'articles de référence ou si vous connaissez des sites web de qualité traitant du thème abordé ici, merci de compléter l'article en donnant les références utiles à sa vérifiabilité et en les liant à la section « Notes et références ».
Jean-Pierre Berckmans, né le 9 septembre 1948 à Tourneppe, section de la ville de Beersel, est un coureur cycliste belge, en activité de 1966 à 1977.

## Biographie
Il participe au Milan-San Remo 1975 aux côtés d'Eddy Merckx.

## Palmarès

### Palmarès amateur
- 1968
  - 1re étape du Tour de Liège
- 1969
  - 5e étape du Tour d'Autriche
- 1970
  - Bruxelles-Evere

### Palmarès professionnel
- 1971
  - 2e du Grand Prix du canton d'Argovie
- 1972
  - Tour des Quatre-Cantons
  - 2e du Grand Prix de la ville de Vilvorde
  - 2e de Bruxelles-Biévène
  - 3e du Circuit de la vallée de la Senne
  - 3e de la Course des raisins
- 1973
  - Circuit de la vallée de la Senne
  - 2e du Circuit des frontières
  - 3e du Tour du Limbourg
- 1974
  - 2e du Grand Prix de la ville de Zottegem
  - 3e du Circuit de la vallée de la Senne
- 1975
  - Circuit Escaut-Durme
- 1976
  - 2e du Circuit de Niel
  - 2e de la Flèche halloise
  - 3e de la Flèche côtière
- 1977
  - 3e du Grand Prix du 1er mai - Prix d'honneur Vic De Bruyne

## Résultats sur les grands tours

### Tour d'Espagne
1 participation :
- 1973 : abandon à la 6e étape